# 로베르토 솔다도
로베르토 솔다도 리요(스페인어: Roberto Soldado Rillo roˈβerto solˈdaðo ˈriʎo[*], 1985년 5월 27일, 발렌시아 지방 발렌시아 ~)는 스페인의 은퇴한 프로 축구 선수로, 과거 스트라이커로 활동했다.
레알 마드리드의 유소년부를 졸업한 그는 1군 소속으로 27경기에 나서서 4골을 길고했다. 그러나, 그는 오사수나, 헤타페, 그리고 발렌시아에서 라 리가 출전 기회를 더 잡을 수 있었고, 이후 £26M에 토트넘 홋스퍼로 둥지를 옮겼다. 잉글랜드에서 실망스러운 두 시즌을 보낸 후, 그는 스페인 1부 리그의 비야레알로 복귀했다.
2007년에 스페인 국가대표팀 신고식을 치른 솔다도는 2013년 FIFA 컨페더레이션스컵에 참가했다.

## 클럽 경력

### 레알 마드리드
발렌시아 지방의 발렌시아 출신인 솔다도는 15세에 인근 지역의 소규모 구단인 돈 보스코를 떠나 레알 마드리드에 합류했다. 구단의 2군에서 다득점으로 두각을 나타낸 그는 2005년 10월 23일에 1-2로 패한 발렌시아와의 경기에서 18분 출전해 1군 신고식을 치렀다. 그에 앞서 9월 28일에는 2-1로 이긴 올림피아코스와의 그 시즌 UEFA 챔피언스리그 안방 경기에 교체로 출전해 뛰기 시작한 지 6분이 되는 86분에 결승골을 기록했고, 오사수나를 상대로는 막판 동점골을, 3-2로 이긴 라싱 산탄데르와의 경기에서도 골을 추가했고, 레알 마드리드는 리그를 준우승으로 마쳤다. 그는 아틀레틱 빌바오와의 코파 델 레이 경기에서도 득점을 기록해 4-0 승리에 일조했다.
솔다도는 카스티야 소속으로 치른 2005-06 시즌에 세군다 디비시온 19골을 기록했고, 이 중 2골을 페널티킥으로 기록해 시우다드 데 무르시아의 호세 후안 루케와 득점 2위를 차지했고, 레크레아티보의 이케추쿠 우체보다 한 골 덜 넣었다.
2006년 7월 24일, 솔다도는 라몬 칼데론 신임 회장과 파비오 카펠로 신임 감독 체제에 레알 마드리드에서 방출당한 첫 선수가 되었고, 같은 라 리가 소속의 오사수나로 한 시즌동안 임대되었다. 다득점을 올리고 더 나은 선수로서 레알 마드리드에 복귀하기로 목표를 잡은 그는 "이 결정은 1부 리그 구단에서 득점 기회를 더 얻어 나은 모습을 보이기 위한 것입니다"라고 말했다. 오사수나는 전 시즌에 리그를 4위로 마쳐 UEFA 챔피언스리그 3차 예선 진출권을 획득했기에, 솔다도는 이 근거로 오사수나를 임대 행선지 1순위로 지목하였다. "내년에 레알 마드리드의 1군으로 돌아가고 싶습니다. 저는 UEFA 챔피언스리그에서 활약할 기회를 잡으려고 오사수나를 택했습니다"라고 오사수나와 계약 후 레알 마드리드 공식 웹사이트에 표의했다. 그는 공식 경기 15골로 나바라 지방 연고 구단의 득점 1위로 시즌을 마무리했다.
솔다도는 2007년 7월 11일에 레알 마드리드에 복귀해 2012년 6월 30일까지 계약을 연장했다. 7월 21일, 스페인의 AS지와의 기자 회견에서 그는 2년차에 등번호 9번을 달 것임을 밝혔다. "입단식에서 제가 그렇게 받고 싶어했던 등번호 9번을 받을 것입니다. 베르나베우의 운동장에 발을 내딛을 때 제가 여기까지 올 때까지의 모든 노고를 기억할 것입니다. 그러나, 그는 리그 정상을 차지한 2007-08 시즌에 5경기 출전(선발로는 데포르티보전 딱 한 경기)하는데 그쳤고, UEFA 챔피언스리그의 출장 기회는 그 보다도 적었다.

### 헤타페
2008년 7월 말, 솔다도는 헤타페에 €4M에 매각되었고, 마드리드 외곽 연고의 구단과 4년 계약을 맺어, 익주에 합류했던 레알 마드리드 동료 미드필더 에스테반 그라네로를 따라갔다. 2008년 10월 19일, 그는 1-2로 패한 말라가와의 경기에서 헤타페 이적 후로 첫 골을 넣었고, 2달 후 2-5로 패한 오사수나와의 원정 경기에서 2골을 추가했다. 그 두 시기 사이에, 그는 0-3으로 패한 발렌시아와의 안방 경기에서 카를로스 마르체나를 머리로 가격해 퇴장을 당했다.
2009년 1월 25일, 솔다도는 5-1로 이긴 스포르팅 히혼과의 안방 경기에서 일찍 교체로 투입해 해트트릭을 완성했다. 3월 22일, 헤타페가 리그에서 고전하는 와중에 레크레아티보와의 경기에서 2골을 추가해 안방 경기를 2-1로 마쳤다. 그 다음 달, 솔다도는 친정을 상대로 선제골을 기록했지만, 이 원정 경기에서 2-3으로 패했다.
솔다도는 2009-10 시즌을 인상적으로 시작했는데, 라싱 산탄데르전에서 해트트릭으로 4-1 원정 경기 승리를 견인했다. 오랜 기간 무득점으로 침묵한 후, 그는 처음으로 라 리가에 승격한 헤레스를 상대로도 해트트릭을 완성해 안방에서 5-1 승리를 쟁취했다.
2009년 12월 19일, 솔다도는 세비야와의 경기에서 2골을 추가해 2-1 승리를 이끌고, 시즌 리그 득점 횟수가 10회에 다다랐고, 그는 이 업적으로 마누 델 모랄,과 다니엘 귀사를 제치고 헤타페의 1부 리그 최다 득점 기록을 경신했다. 그는 1달을 부상으로 결장했지만, 이후 복귀하여, 스포르팅 히혼과의 안방 경기에서 돌려차기로 골문을 열어 1-1로 비기고 소속 구단에 승점을 가져다 주었다.

### 발렌시아

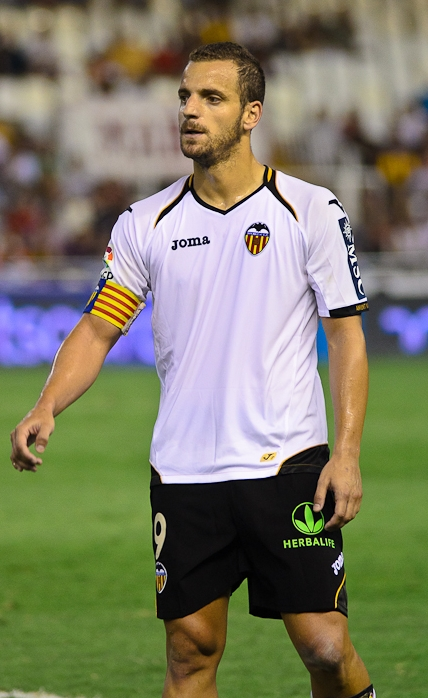
2011년 8월, 발렌시아의 솔다도

2010년 6월, 헤타페에서 16골을 넣고 구단을 UEFA 유로파리그에 진출시키는 성공적인 시즌을 보낸 솔다도는 귀향하여 발렌시아와 €10M에 계약하고 바르셀로나로 떠난 다비드 비야의 공백을 메꿀 의무를 받았다. 9월 14일, 그의 첫 공식전인 부르사스포르와의 UEFA 챔피언스리그 조별 리그전에서 1골을 기록해 동지(Che)의 부르사스포르전 4-0 승리에 일조했다. 11월, 부르사스포르와 메스타야에 재회했을 때에는 2골을 추가해 6-1 승리를 도왔다.
2011년 4월 2일, 솔다도는 친정 헤타페와의 원정 경기에서 홀로 발렌시아의 4골을 득점해 4-2 승리를 이끌었다. 이어지는 비야레알과의 지역 더비전에서도 두 골을 추가해 5-0 승리에 보탰고, 시즌을 득점 전체 공동 4위로 마쳤고, 소속 구단은 3위를 차지해 UEFA 챔피언스리그에 진출했다.
솔다도는 라싱 산탄데르와의 2011-12 시즌 첫 경기(2차전)에서 한 번 자책골을 기록하고, 해트트릭도 완성해 안방에서의 4-3 승리를 견인했다. 그가 해트트릭을 완성하는 과정에 막판 2골은 3분을 남겨놓고 터졌다. 2011년 11월 말, 그는 닷새 간격을 두고 두 차례의 안방 경기에서 5골을 기록했다. 2-3으로 진 레알 마드리드와의 안방 경기에서 2골, 7-0 압승을 거둔 헹크와의 UEFA 챔피언스리그 조별 리그 경기에서 3골을 넣었다.
2012년 3월 18일, 솔다도는 3-0으로 이긴 아틀레틱 빌바오와의 경기에서 해트트릭을 완성해 시즌 공식 경기 25호골을 기록했다. 6월 말, 그는 2017년까지 계약을 연장했다.
2012년 10월 23일, 솔다도는 바테 보리소프와의 UEFA 챔피언스리그 조별 리그 경기에서 해트트릭을 완성해 민스크에서 3-0 승리를 견인했다.

### 토트넘 홋스퍼

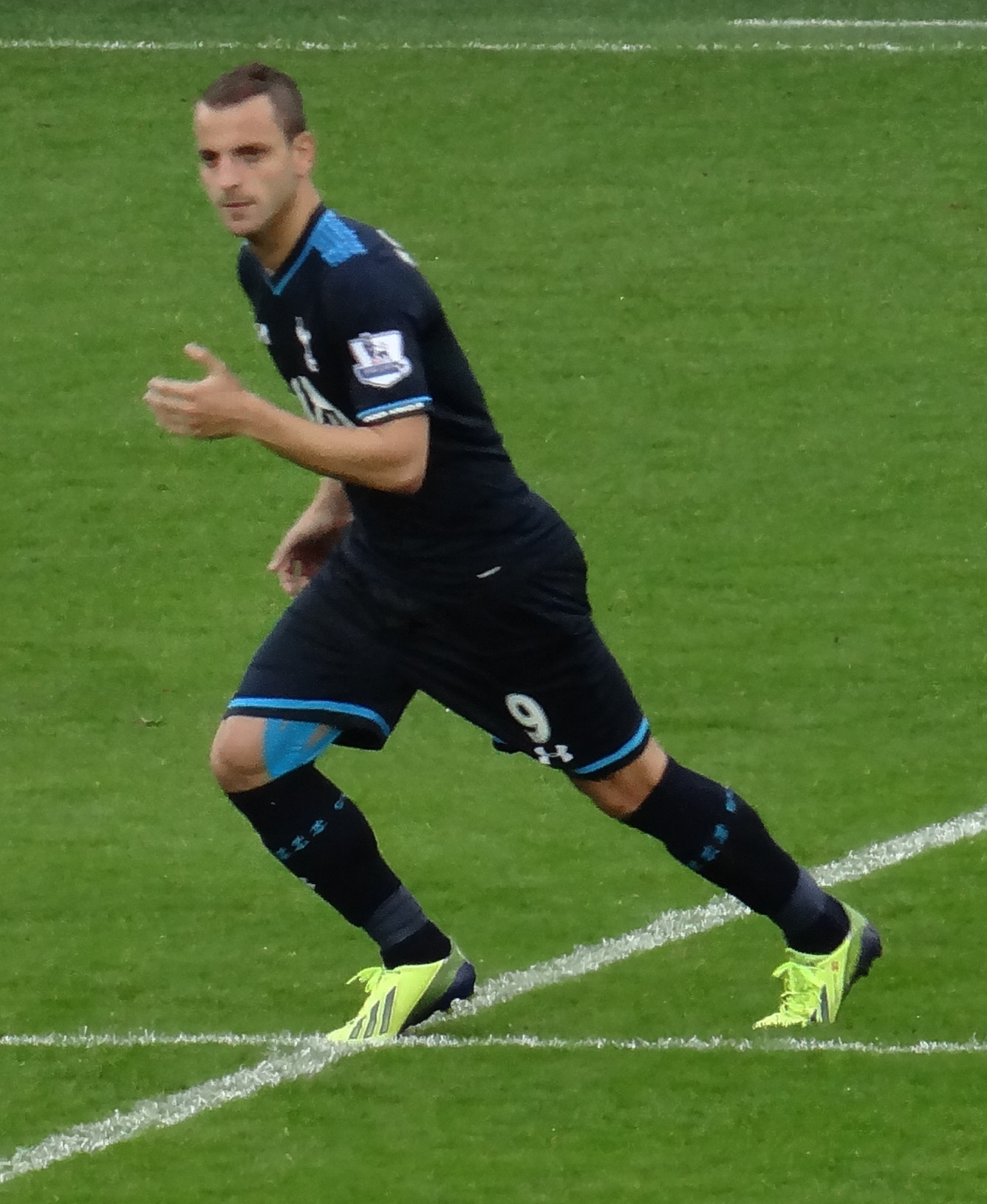
2013년, 토트넘 홋스퍼의 솔다도

2013년 8월 1일, 발렌시아는 £26M에 솔다도의 토트넘 홋스퍼행에 합의를 보았고, 그에 따라 £17M으로 며칠 전에 입단한 파울리뉴의 토트넘 홋스퍼 입단 이적료 기록을 갈아치웠다. 이적은 나흘 후에 의료 검진이 완료되면서 마무리되었다.
8월 18일, 셀허스트 파크에서 벌어진 크리스털 팰리스와의 경기에서 솔다도는 페널티킥으로 토트넘의 1-0 결승골을 기록했다. 나흘 후, 그는 디나모 트빌리시와의 UEFA 유로파리그 플레이오프전에서 2골을 추가해 5-0 승리를 이끌고, 토트넘에서의 유럽대항전 첫 골을 신고했다.
10월 20일, 솔다도는 애스턴 빌라와의 빌라 파크 원정 경기에서 첫 정상적인 경기 진행 중의 골을 집어넣고 2-0 승리를 도왔다. 두 달 후, 그는 안지 마하치칼라와의 UEFA 유로파리그 조별 리그전에서 토트넘에서의 첫 해트트릭을 완성해 4-1 승리를 견인했다.
2014년 3월 2일, 솔다도는 강등권 카디프 시티와의 경기에서 1-0 결승골을 기록했고, 이는 솔다도의 2014년도 첫 골이었다. 그는 1년차에 6골에 그쳤고, 이 중 2골만이 정상적인 경기 진행 중에 기록되었고, 데일리 텔레그래프는 웹사이트의 "프리미어리그 이번 시즌 최악의 영입 10인"에 그의 이름을 기재했다.
2014년 10월 18일, 솔다도는 맨체스터 시티와의 경기에서 시즌 첫 출전을 기록했고, 크리스티안 에릭센이 골을 넣도록 공을 띄웠지만, 그가 찬 페널티킥이 조 하트에게 막혔고, 소속 구단은 원정에서 1-4로 패했다. 그는 11월 30일, 2-1로 이긴 에버턴과의 안방 경기에서 첫 골을 터뜨렸다.

### 비야레알
2015년 8월 14일, 솔다도는 £10M의 이적료에 비야레알과 3년 계약을 체결하고 모국의 1부 리그로 복귀했다. 그는 베티스와의 첫 출전 경기에서 선발로 출전해 골을 넣어 1-1 무승부를 도왔지만, 후반전을 치르는 도중 부상을 당했다.
2015년 12월 13일, 솔다도는 엘 마드리갈에서 열린 친정 레알 마드리드와의 경기에서 1-0 결승골을 기록했다. 그는 2016-17 시즌 대부분을 시즌 전에 오른쪽 무릎에 전방 십자 인대 부상을 당하면서 빠지게 되었다.

## 국가대표팀 경력

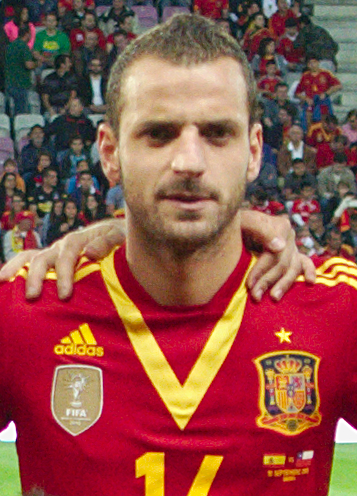
2013년, 칠레와의 친선전에 스페인 선발로 출전한 솔다도

솔다도는 스페인의 청소년 국가대표팀 전 연령대를 통틀어 26골을 득점했다. 2007년 6월, 그는 라트비아와 리히텐슈타인과의 UEFA 유로 2008 예선전 경기를 앞두고 처음으로 성인 국가대표팀에 차출되어 두 경기를 모두 뛰었다. 그러나, 그는 스위스와 오스트리아에서 열린 대회 본선에 참가하지 못했고, 자국 대표팀의 우승을 뒤에서 지켜볼 수 밖에 없었다.
2012년 2월 29일, 솔다도는 거의 5년만에 국가대표팀에 복귀했다: 그는 말라가에서 열린 베네수엘라와의 친선경기에서 후반 시작과 함께 페르난도 요렌테의 교체로 투입되어 7분만에 2골을 추가했다. 이후, 그는 페르난도 아모레비에타의 퇴장과 페널티킥을 유도했지만, 직후에 주자로 나서서 실축했지만, 83분에 경기를 5-0으로 마무리는 추가골을 기록했다.
비센테 델 보스케는 솔다도를 2013년 FIFA 컨페더레이션스컵 선수단의 일원으로 발탁했다. 그는 6월 16일, 2-1로 이긴 우루과이와의 경기에서 선제골을 기록했다.

## 경력 통계

### 클럽
2019년 5월 26일 기준
| 클럽            | 시즌      | 리그 | 리그 | 컵   | 컵 | 유럽 | 유럽 | 합계 | 합계 |
| 클럽            | 시즌      | 출장 | 골   | 출장 | 골 | 출장 | 골   | 출장 | 골   |
| --------------- | --------- | ---- | ---- | ---- | -- | ---- | ---- | ---- | ---- |
| 레알 마드리드 B | 2002–03   | 26   | 7    | —    | —  | —    | —    | 26   | 7    |
| 레알 마드리드 B | 2003–04   | 31   | 16   | —    | —  | —    | —    | 31   | 16   |
| 레알 마드리드 B | 2004–05   | 34   | 21   | —    | —  | —    | —    | 34   | 21   |
| 레알 마드리드 B | 2005–06   | 29   | 19   | —    | —  | —    | —    | 29   | 19   |
| 레알 마드리드 B | 합계      | 120  | 63   | —    | —  | —    | —    | 120  | 63   |
| 레알 마드리드   | 2004–05   | 0    | 0    | 2    | 0  | 0    | 0    | 2    | 0    |
| 레알 마드리드   | 2005–06   | 11   | 2    | 4    | 1  | 2    | 1    | 17   | 4    |
| 레알 마드리드   | 합계      | 11   | 2    | 6    | 1  | 2    | 1    | 19   | 4    |
| 오사수나        | 2006–07   | 30   | 11   | 3    | 1  | 11   | 1    | 44   | 13   |
| 오사수나        | 합계      | 30   | 11   | 3    | 1  | 11   | 1    | 44   | 13   |
| 레알 마드리드   | 2007–08   | 5    | 0    | 2    | 0  | 1    | 0    | 8    | 0    |
| 레알 마드리드   | 합계      | 5    | 0    | 2    | 0  | 1    | 0    | 8    | 0    |
| 헤타페          | 2008–09   | 34   | 13   | 0    | 0  | —    | —    | 34   | 13   |
| 헤타페          | 2009–10   | 26   | 16   | 6    | 4  | —    | —    | 32   | 20   |
| 헤타페          | 합계      | 60   | 29   | 6    | 4  | —    | —    | 66   | 33   |
| 발렌시아        | 2010–11   | 34   | 18   | 3    | 1  | 7    | 6    | 44   | 25   |
| 발렌시아        | 2011–12   | 32   | 17   | 6    | 3  | 13   | 7    | 51   | 27   |
| 발렌시아        | 2012–13   | 35   | 24   | 4    | 2  | 7    | 4    | 46   | 30   |
| 발렌시아        | 합계      | 101  | 59   | 13   | 6  | 27   | 17   | 141  | 81   |
| 토트넘 홋스퍼   | 2013–14   | 28   | 6    | 1    | 0  | 7    | 5    | 36   | 11   |
| 토트넘 홋스퍼   | 2014–15   | 24   | 1    | 8    | 2  | 8    | 2    | 40   | 5    |
| 토트넘 홋스퍼   | 합계      | 52   | 7    | 9    | 2  | 15   | 7    | 76   | 16   |
| 비야레알        | 2015–16   | 28   | 5    | 3    | 1  | 12   | 2    | 43   | 8    |
| 비야레알        | 2016–17   | 10   | 4    | 0    | 0  | 1    | 0    | 11   | 4    |
| 비야레알        | 합계      | 38   | 9    | 3    | 1  | 14   | 2    | 55   | 12   |
| 페네르바흐체    | 2017–18   | 26   | 9    | 6    | 3  | 2    | 0    | 34   | 12   |
| 페네르바흐체    | 2018–19   | 21   | 6    | 2    | 1  | 2    | 0    | 25   | 7    |
| 페네르바흐체    | 합계      | 47   | 15   | 8    | 4  | 4    | 0    | 59   | 19   |
| 경력 합계       | 경력 합계 | 452  | 194  | 46   | 19 | 69   | 26   | 566  | 238  |

### 국가대표팀 득점 기록
아래의 점수에서 왼쪽의 점수가 스페인의 점수이다.
| #  | 날짜            | 경기장                                 | 상대       | 점수 | 최종결과 | 대회                         |
| -- | --------------- | -------------------------------------- | ---------- | ---- | -------- | ---------------------------- |
| 1. | 2012년 2월 29일 | 에스타디오 라 로살레다, 말라가, 스페인 | 베네수엘라 | 3–0  | 5–0      | 친선경기                     |
| 2. | 2012년 2월 29일 | 에스타디오 라 로살레다, 말라가, 스페인 | 베네수엘라 | 4–0  | 5–0      | 친선경기                     |
| 3. | 2012년 2월 29일 | 에스타디오 라 로살레다, 말라가, 스페인 | 베네수엘라 | 5–0  | 5–0      | 친선경기                     |
| 4. | 2012년 9월 11일 | 보리스 파이차제, 트빌리시, 조지아      | 조지아     | 1–0  | 1–0      | 2014년 FIFA 월드컵 예선전    |
| 5. | 2013년 6월 11일 | 양키 스타디움, 뉴욕 시, 미국           | 아일랜드   | 1–0  | 2–0      | 친선경기                     |
| 6. | 2013년 6월 16일 | 아레나 페르남부쿠, 헤시피, 브라질      | 우루과이   | 2–0  | 2–1      | 2013년 FIFA 컨페더레이션스컵 |
| 7. | 2013년 9월 10일 | 스타드 드 주네브, 제네바, 스위스       | 칠레       | 1–1  | 2–2      | 친선경기                     |

## 수상 내역

### 클럽
레알 마드리드
- 라 리가: 2007–08
- 수페르코파 데 에스파냐 준우승: 2007

토트넘 홋스퍼
- 풋볼 리그 컵 준우승: 2014–15

### 국가대표팀
스페인 U-19
- UEFA U-19 축구 선수권 대회: 2004

스페인
- FIFA 컨페더레이션스컵 준우승: 2013

### 개인
- 트로페오 사라 (세군다 디비시온): 2005–06
- 트로페오 사라 (라 리가): 2011–12